# Central Darling Shire Council
Central Darling Shire Council is een Local Government Area (LGA) in de Australische deelstaat New South Wales.